# 腰越 (上田市)
腰越（こしごえ）は、長野県上田市の地名（大字）。

## 地理
上田市丸子地域（旧・小県郡丸子町）の南東部に位置する。北に上田市東内・上丸子、東に北佐久郡立科町、南に小県郡長和町、西に上田市武石地域（旧・小県郡武石村）に接する。
中央に鳥羽山（標高843.9メートル）がそびえ、その周りを依田川が北流する。鳥羽山西麓に鳥羽頭首工があり、丸子地域を潤す農業用水路・塩川堰（しおがわせぎ）の起点となっている。
鳥羽山北麓が中心集落となっており、国道沿いに商店街が形成されている。向井・深山といった農村があるほか、町域の南東部には別荘地の信州丸子高原グリーンヒルが造成されている。
- 山 - 鳥羽山
- 河川 - 依田川、塩川堰

## 歴史

### 沿革
- 小県郡腰越村を前身とする。腰越の地名は鎌倉時代より依田荘の村名として見える[8]。
- 明治元年 - 伊那県に所属[8]。
- 明治3年 - 中野県に所属[8]。
- 明治4年 - 長野県に所属[8]。
- 1889年（明治22年）4月1日 - 町村制の施行により小県郡内、上丸子村・中丸子村・下丸子村・腰越村の区域をもって丸子村が発足。旧村域は丸子村大字腰越となる[8]。
- 1912年（大正元年）10月30日 - 丸子村が町制施行して丸子町が発足。丸子町大字腰越となる[8]。
- 2006年（平成18年）3月6日 - （旧）上田市・真田町・武石村と合併し、（新）上田市が発足。上田市腰越となる[9]。

## 世帯数と人口
2019年（令和元年）8月1日現在の世帯数と人口は以下の通りである。
| 大字 | 世帯数  | 人口    |
| ---- | ------- | ------- |
| 腰越 | 604世帯 | 1,393人 |

### 人口の変遷
| 2005年（平成17年） | 1,810人 | [ 10 ] |  |
| 2010年（平成22年） | 1,559人 | [ 10 ] |  |
| 2015年（平成27年） | 1,464人 | [ 10 ] |  |

## 経済・産業
向井・深山が農業地域となっている。町内に農業用水路・塩川堰の取水口があることから、下流の村落と比べて水利面で優位に立つ。腰越2532-2には農産物直売所の腰越農産物直売センターがある。国道沿いには商店が軒を連ねる。
明治以降、製糸業の隆盛を受け当町域にも製糸工場が進出したが、昭和以降衰退した。現在では腰越1544番地に食品メーカーのエフディ フューチャー株式会社の本社および丸子工場が稼働している（1961年に明治食品株式会社として設立、2018年に現社名へと改称）。

## 交通

### 鉄道
町内に鉄道駅はない。しなの鉄道しなの鉄道線・大屋駅が最寄り（国道152号・腰越交差点から直線距離で約6.5キロメートル）。

### 道路
- 国道152号
- 国道254号
- 長野県道62号美ヶ原公園沖線

古くから諏訪道（現・国道152号）・塩田道（砂原峠）・佐久道（深山・陣馬峠）といった街道が交差する交通の要衝であった。1988年（昭和63年）には小屋坂峠を貫く国道254号・小屋坂トンネルが開通し、内村川沿いに広がる上田市東内へのアクセスが改善した。

### 路線バス
国道沿いにバス停留所があり、千曲バス「武石線」、ジェイアールバス関東「長久保線」が運行されている。丸子町駅・JR上田駅方面および上田市武石地域・長門町方面へとつながっている。
また、深山・グリーンヒル方面へは丸子地域循環バス「まりんこ号」（西コース）が運行されている。

## 施設・名所
- 腰越農産物直売センター（腰越2532-2） - 農産物直売所。5月から12月にかけて営業している[11]。
- 上田市みなみ保育園（腰越1376番地1） - 上田市公立保育園。定員70名で、0歳児から入園可能[18]。
- 腰越法事センター（腰越217-1） - 信州さがみ典礼の斎場。葬儀式場2、忌中会場2、通夜会場1、安置室を備える。100台分の駐車場がある[19]。
- 腰越児童公園（腰越1389番地） - 上田市の都市公園（街区公園）。供用面積は2,200平方メートルで、ブランコや鉄棒といった遊具のほか、2台分の駐車場がある。公衆便所はない[20][21]。
- 依田窪プール（腰越418番地3） - 上田市営プール。1982年（昭和57年）に建設され、8コースある50メートルプールを始め、流水プール、ウォータースライダーなどがある。7月1日から8月31日まで営業。100台分の駐車場がある[22]。この駐車場はヘリポートとしての機能も有する[23]。
- 丸子クリーンセンター（腰越399-1） - 上田地域広域連合の清掃工場。1992年（平成4年）4月に稼働を開始した。上田市丸子地域・武石地域・長和町をエリアとする。准連続燃焼式ストーカ炉2基を備え、1日あたり40トンの可燃ゴミの焼却処理を行う[24]。
- 腰越浄水場（腰越845）[25] - 丸子地区に上水道を供給する浄水場のひとつ。1960年（昭和35年）に給水を開始した。依田川を水源とし、計画給水人口は1万6,620人[26]。
- 史跡
  - 鳥羽山洞窟（腰越字鳥羽山429）  - 鳥羽山の南西麓[27]、依田川の名勝・飛魚付近にある洞窟遺跡。川面から15メートルの高さに開口しており、幅25メートル、奥行きは15メートルである。古墳時代の葬所で、曝葬（風葬）という珍しい葬法が行われた。1978年（昭和53年）、国の史跡に指定されている[28][29]。
- 神社[30]
  - 一本木諏訪神社（腰越字一本木164） - 7年目に1度の御柱祭は盛大[31]。
  - 岡森諏訪神社（腰越字岡森1143）
  - 深山諏訪神社（腰越字火打沢2001）
- 寺院
  - 龍福寺（腰越向井1186） - 元天台宗の寺院で、山号は龍頭山。信濃三十三観音霊場第二十八番札所。聖観世音菩薩を本尊とし、愛称は鳥羽堂観音。承和元年（834年）の創建。慈覚大師こと円仁が、村人を苦しめていた竜を昇天させた際、出現した柳の巨樹から仏像を彫ったと伝わる[32]。
  - 全芳院（腰越81）[33] - 曹洞宗の寺院で、山号は嶺南山。丸子城のふもと、根小屋あるいは城館とされる場所に位置する。年室宗長禅師が南に1キロメートルほど離れた臨済寺での修行を経て、天文22年（1553年）に当地へと移り、臨済宗から曹洞宗に改め開山した[34]。
  - 長光寺（腰越1530）[35] - 日蓮宗の寺院で、山号は明玉山。1890年（明治23年）に開堂した法光山円教堂が前身。1910年（明治43年）に現在の場所に長光教会が興り、これを1946年（昭和21年）に長光寺へと改めた[36]。
- 信州丸子高原グリーンヒル - 町域東南部に造成された別荘地（林間住宅地域）。上水道・下水道ともに完備され、数キロメートル圏内に商業施設や医療機関、レジャー施設があり、冬でも降雪が少なく過ごしやすいのが特長である。1991年（平成3年）7月、長野県と旧・丸子町、五味観光開発株式会社の3者間で自然保護協定を締結し、1995年（平成7年）以降順次販売を開始した。ところが、2002年（平成14年）に開発会社が倒産。住民らは自主的に管理会社を設立し、売れ残った100以上の区画を買収。管理費の引き下げや生活のしやすさを訴求することで、2017年（平成29年）までに売れ残った区画のおよそ4分の3を販売した[37][38][39]。

## 防災
鳥羽山のふもとの地域は土砂災害警戒区域に指定されている。また依田川よりも北側は急傾斜のため特別警戒区域に指定されている。

## その他
- 郵便番号は「386-0403」[2]。7桁化前は「386-04」[4]。
- 上田市立丸子中央小学校、上田市立丸子中学校の学区[40]。